# Хлопчик з драконом
Хлопчик з драконом — скульптура з білого мармуру близько 1617 року, яка зараз знаходиться в Музеї Ґетті, що володіє нею з 1987 року. Вона спирається на міт про те, як немовля Геркулеса душить змій, посланих убити його.

## Історія
Її вирізьбили П'єтро Берніні та його син Джан Лоренцо Берніні на замовлення Маффео Барберіні (пізніше Папи Урбана VIII). У 1702 році троюрідний племінник Урбана Карло Барберіні подарував роботу Філіпу V при в'їзді останнього до Неаполя.